# Topcraft
Topcraft (トップクラフト?, Toppukurafuto), scritto anche "Top Craft", è stato uno studio d'animazione fondato nel 1971 dall'ex produttore di Tōei Animation Tōru Hara.
Fu famoso per essersi occupato di molte produzioni in animazione tradizionale commissionate dalla Rankin/Bass e per la produzione di film come Nausicaä della Valle del vento e Macross - Il film. Lo studio fallì e si sciolse il 15 giugno 1985, dividendosi sostanzialmente a metà: da una parte Hayao Miyazaki, Toshio Suzuki e Isao Takahata si portarono appresso la maggior parte del loro staff di animazione e crearono lo Studio Ghibli (di cui Hara divenne il primo manager), dall'altra i lavoratori rimasti aprirono la Pacific Animation Corporation che continuò a lavorare per Rankin/Bass a serie televisivi quali Thundercats e SilverHawks, per poi confluire nella Walt Disney Animation Japan. Alcuni animatori, come Tsuguyuki Kubo, passarono ad altri studi, come Studio Pierrot, lavorando a Naruto e Bleach .

## Anime

### Produzione
| Titolo                         | Anno      | In collaborazione con             |
| ------------------------------ | --------- | --------------------------------- |
| Barbapapà                      | 1974-1975 | KSS                               |
| Il mago di Oz                  | 1982      | Toho                              |
| Nausicaä della Valle del vento | 1984      | Tokuma Shoten Publishing Hakuhodo |
| Colby e i suoi piccoli amici   | 1984-1985 | Tohokushinsha Film                |
| Button Nose                    | 1985-1986 | Sanrio                            |

### Co-produzione
| Titolo                      | Anno      | Studio principale    |
| --------------------------- | --------- | -------------------- |
| Onbu Obake                  | 1972-1973 | Eiken                |
| Adventures Of Korobokkle    | 1973-1974 | Eiken                |
| Jim Button                  | 1974-1975 | Eiken                |
| Time Bokan                  | 1975-1976 | Tatsunoko            |
| Il fantastico mondo di Paul | 1976-1977 | Tatsunoko            |
| Ippatsu Kanta-kun           | 1977-1978 | Tatsunoko            |
| Macross - Il film           | 1984      | Studio Nue & Artland |

### Contributo
| Titolo                                | Anno      | Azienda                           | Note                                                               |
| ------------------------------------- | --------- | --------------------------------- | ------------------------------------------------------------------ |
| Mazinger Z                            | 1972-1974 | Toei Animation                    | Top Craft animò gli episodi 55, 60, 64, 70, 76, 82, 84, 87 e 89.   |
| Gatchaman                             | 1972-1974 | Tatsunoko                         |                                                                    |
| L'ape Maia                            | 1975-1976 | Nippon Animation                  |                                                                    |
| Lupin III: Part II                    | 1977-1980 | Telecom Animation Film            | Top Craft animò gli episodi 24, 29, 109, 114, 119, 122, 124 e 128. |
| Jarinko Chie                          | 1981-1983 | Tokyo Movie Shinsha               | Top Craft animò gli episodi 42, 45, 49 e 51                        |
| Kojika Mongatari                      | 1983-1985 | MK Company                        | Top Craft animò gli episodi 11, 12, 14, 22, 23, 27, 29 e 32        |
| Lensman                               | 1984      | Madhouse Studios e MK Company     | Collaborazione tra Animation Cooperation e Photography Studios.    |
| Evelyn e la magia di un sogno d'amore | 1984-1985 | Studio Pierrot                    | Animazione principale                                              |
| Il fiuto di Sherlock Holmes           | 1984-1985 | TMS Entertainment                 | Animazione dell'episodio 24                                        |
| SF Shinseiki Lensman                  | 1984-1985 | Madhouse Studios e Office Academy | Top Craft fu uno degli studi cooperativi                           |
| Sceriffi delle stelle                 | 1984-1985 | Studio Pierrot                    | Animazione degli episodi 27 e 29                                   |
| Sangokushi                            | 1985      | Shin-Ei Animation                 | Top Craft fu uno degli studi cooperativi.                          |

## Anime occidentali

### Cooperazione
- Un drago, un orso ed altri animali (1983) (con la Rob Houwer Film) (Cooperazione Top Craft e il suo ultimo film non anime)

### Animazione
| Titolo                           | Anno      | Studio(s)                                | Note                                                                  |
| -------------------------------- | --------- | ---------------------------------------- | --------------------------------------------------------------------- |
| The Jackson 5ive                 | 1971-1972 | Rankin/Bass                              |                                                                       |
| The Osmonds                      | 1972-1973 | Rankin/Bass                              |                                                                       |
| Le favole più belle              | 1972-1973 | Rankin/Bass                              | 20.000 leghe sotto i mari Tom Sawyer                                  |
| Kid Power                        | 1972-1974 | Rankin/Bass                              |                                                                       |
| The ABC Saturday Superstar Movie | 1972-1973 | Rankin/Bass                              | The Red Baron Willie Mays and the Say-Hey Kid That Girl in Wonderland |
| Twas the Night Before Christmas  | 1974      | Rankin/Bass                              |                                                                       |
| The First Easter Rabbit          | 1976      | Rankin/Bass                              |                                                                       |
| Frosty's Winter Wonderland       | 1976      | Rankin/Bass                              |                                                                       |
| The Hobbit                       | 1977      | Rankin/Bass                              |                                                                       |
| The Stingiest Man in Town        | 1978      | Rankin/Bass                              |                                                                       |
| Doctor Snuggles                  | 1979-1980 | PolyScope Production and DePatie-Freleng |                                                                       |
| Easter Fever                     | 1980      | Nelvana                                  |                                                                       |
| Il ritorno del re                | 1980      | Rankin/Bass                              |                                                                       |
| Il volo dei draghi               | 1982      | Rankin/Bass                              |                                                                       |
| L'ultimo unicorno                | 1982      | Rankin/Bass                              |                                                                       |
| The Coneheads                    | 1983      | Rankin/Bass and Broadway Video           |                                                                       |